# 南涼 (AV女優)
南 涼（みなみ りょう、1996年5月29日 - ）は、日本のAV女優。LINX所属。2019年、水希 悠（みずき ゆう、1996年5月29日 - ）に改名。所属は変わらずLINX。

## 略歴・人物
佐賀県出身。趣味・特技はアニメ、漫画。
2017年にAVデビュー。実質的なデビュー作で“21年間誰とも付き合ったことがない”とされているが、公式ブログで「設定ではなくガチ」としている。

## 出演作品

### アダルトDVD
2017年
- 顔出し!女子大生限定 ザ・マジックミラー リアル友達関係の男女の素人大学生が生まれて初めての素股に挑戦! 2人っきりの密室でクリトリスとチ○ポを擦り合わせると友情の壁を超え我慢できずにヌルッと挿入してしまうのか!? in池袋（10月7日、ディープス）※「ゆうな」名義　他出演:みさき、さき、ももえ、りえ、いくみ
- 差出人不明。受験に失敗し彼女と同じ大学に行けなかったボクに送りつけられた衝撃映像。 それは上京した内気な彼女がうっかりヤリサーに入ってしまって周りがセックスし始める中、引くに引けず流されて最後までしてしまう映像だった…。（10月7日、お夜食カンパニー）他出演:白桃心奈、早川瑞希 ほか
- 田舎から出てきたばかりの上京組の女子新入生は、サークルのノリで楽しく飲みすぎちゃって流されちゃって今まで経験した事が無いエッチなゲームや更に過激な王様ゲームも普段なら絶対拒否したはずなのにこの時だけは簡単に許しちゃう!（10月19日、お夜食カンパニー）共演:白桃心奈　他出演:永井みひな、山川ゆな ほか
- アニメ制作会社で働くもっこりマ○コのパイパンめがね妻 南さん23歳（11月1日、プラネットプラス）※「南」名義
- 21年間誰とも付き合ったことがないのにおち○ちんを舐めるのが大好きな現役女子大生 南涼AVデビュー（11月2日、Mr.michiru）
- OLパンストごと挿入大量射精痴漢 2（11月19日、アパッチ）他出演:早川瑞希、星空もあ、七海ゆあ ほか
- OL達の妄想痴漢電車 〜セクハラ・痴漢・レイプ願望の女達〜（12月13日、下半身タイガース）他出演:冴島エレナ、一ノ瀬真紀子
- 食い込み挑発 ハイレグ撮影会（12月25日、デジタルアーク）他出演:葵千恵、菅井はづき、柑南るか、愛野ももな、成海さやか、優希絵理奈、結菜はるか、冴島エレナ、柚希カレン、千夏南那、姫咲もえ、斉藤みゆ、神宮寺ナナ、有坂香菜、月本愛、坂下ゆあ ほか

2018年
- 「許して下さい…」必死になって謝罪する女たちの土下座尻にバックからチ○ポをねじ込む高速激ピストン生ハメ制裁中出し!（1月5日、OFFICE K'S）共演:藍川美夏　他出演:矢澤美々、君色花音、山川ゆな
- あなたの初ヘアヌード撮らせてください 3（1月5日、OFFICE K'S）他出演:白金れい奈、藤本紫媛、藍川美夏、川越ゆい、君色花音、矢澤美々、山川ゆな、愛里るい、さくらみゆき
- 魅惑のW尻コキ 二つの美尻に挟まれ、勃起チ○ポをスリスリシコシコしたい!（1月19日、OFFICE K'S）共演:藍川美夏　他出演:山川ゆな、矢澤美々、蓮実クレア、黒木いくみ
- すりすりスリップ スーパーウルトラデラックス（2月28日、下半身タイガース）他出演:森沢かな、一ノ瀬真紀子、桃瀬ゆり、香椎りあ、花咲いあん、君色花音、冴島エレナ、春原未来、藤咲なお
- “うそっ”…だろ…。 驚愕の可愛さを誇る、天然Gカップ巨乳妻をナンパ性交（3月25日、ビッグモーカル）他出演相澤ゆりな ほか
- 太腿とパンツいっぱいにザーメンを WHOLE LOTTA SAMEN（4月13日、アロマ企画）他出演:橘メアリー、白井ゆずか、鈴木理沙、鈴森ひなた、星希
- 一般モニタリングAV 素人大学生の性欲徹底検証 朝までエッチしなければ賞金10万円! 終電を逃した男女の友達はラブホテルで2人っきりになったら1発10万円の連続射精セックスに挑戦してしまうのか!? 4 彼氏がいてもラブホテルのエッチな雰囲気に呑まれた女子大生オマ○コが男友達のフル勃起チ○ポを生挿入で人生初の中出しセックス!! 4組合計17発を完全収録（4月19日、ディープス）他出演:優梨まいな、相澤ゆりな ほか
- 挑発パンチラ学園 2 女子寮（4月25日、アロマ企画）共演:愛里るい、穂香まい、鈴木理沙
- 一般男女モニタリングAV 友達同士の男女限定 心優しい巨乳の女子大生と未だ童貞であることを隠していた男子大学生が密着恥じらい筆おろしソープ体験! おっぱいの大きな女友達とのぬるぬるソーププレイで男友達は大興奮!お互いの身体が触れ合って疼いてしまったオマ○コとギンギンの童貞チ○ポは人生初の生中出しセックスまでしてしまうのか!?（5月7日、ディープス）他出演:涼海みさ、天野美優、森ましろ
- 孕ませ美少女8人4時間 オヤジの生チ○ポで種付け撮り8連発!（5月25日、S級素人）他出演:桐谷なお、藤嶋唯、土屋あさみ、雪谷ちなみ、森田まゆ、架純、岸杏南
- 深い深い事情があって職場のおっさんと2時間だけホテルに行った就活彼女（6月7日、JET映像）※「ミナミ」名義　他出演:モガミ
- 小悪魔女子の馬乗りスタイルマッサージ店の生パンティー越しのマ○コの温もりがあまりにも気持ち良すぎると話題に。 3（6月13日、アロマ企画）他出演:瀬乃ひなた、桜木優希音、森はるら
- 素人!! 母娘ナンパ中出し!! Vol.12（6月27日、グラフィティジャパン）他出演:白鳥寿美礼 ほか
- 完全撮りおろし 人妻の不倫ドラマ 夫の親友との濃厚セックスに溺れてしまう人妻（7月27日、グラフィティジャパン）他出演:桜木あかり、愛里るい

### イメージDVD
- 恋する乙女は大胆不敵（2017年12月28日、CRANE）※「久我山みなみ」名義
- ギリコス!アイドルコレクション vol.11（2018年3月29日、ギリコス!アイドルコレクション）※DMM.R18で配信

## 出演

### 映画
- 田園日記 アソコで暮らそう（2018年11月30日、オーピー映画） - 長崎あずみ 役[4]
  - 長崎家の崩壊（2019年8月25日、オーピー映画）※田園日記～の一般公開用編集版[5]
- 密通の宿 悦びに濡れた町（2019年2月8日、オーピー映画） - 鉄川笑子 役[6]